# Историја Рома
Роми (ро. रोमानी, Ром, Ррoм, или Рома), су традиционално номадски народ пореклом из севернозападног индијског потконтинента и припадају индоаријској етничкој групи. Верује се да су ове просторе напустили између 6. и 11. века првенствено населивши територију Блиског истока, а потом и територије Европе, Турске, Северне Африке и Ирана. Подручје Северне Америке масовно насељавају крајем 19. и почетком 20. века.

## Генетика
Студирање о генетском пореклу бугарских, балтичких и влашких Рома указују да око 50% проучених Y хромозома и митохондријске ДНК припадају мушкој хаплогрупи H и женској хаплогрупи M, хаплогрупама које су широко распрострањене широм јужне и централне Азије. Мушка хаплогрупа R1a1 је ретка међу Ромима, али је има око 50% у мушким Y хромозомима у северној Индији и Пакистану.

## Име
Роми себе називају Ромима, што у преводу значи „човек“. Не постоји веза између имена Рома и Румуније (Румунија), међутим, Румунија је трећа у свету по броју Рома, после Индије (5.794.000 ) и Турске (3.000.000-5.000.000 ). У Румунији живи око 700.000 - 2.500.000 Рома. Постоји неколико других имена овог народа, а разлог је тај што се сматра да Роми потичу из Египта, отуда шпанско име „Gitanos” и енглески „Gypsy”. Назив „Цигани” се сматра увредљивим називом за Роме.

## Миграције Рома
Роми су традиционално номадски народ. Верује се да су напустили Индију око 1000. и прошли кроз земље које су данас покривене границама Авганистана, Ирана, Јемена и Турске. Део Рома и данас живи на Истоку, чак и у Ирану, укључујући и оне који су мигрирали у Европу, а затим се вратили. Почетком 14. века Роми су дошли на Балкан, а почетком 16. века су се населили све до Шкотске и Шведске. Неки Роми су мигрирали на југ преко Сирије у северну Африку, а у Европу су стигли преко Гибралтара. Обје гране миграције састале су се у данашњој Француској. Људи слични Ромима и данас живе у Индији, највероватније пореклом из индијске пустињске државе Раџастан. Узроци миграције Рома једна су од највећих загонетки у историји. Постоји теорија да су Роми пореклом из ниске друштвене расе Хиндуса регрутовани и као такви послати на Запад да се супротставе исламској војној експанзији. Према другој теорији, Роми су потомци заробљеника које су муслимански освајачи северне Индије одвели у ропство и временом су у земљи свог заточеништва развили посебну културу. Забележено је да је Махмуд отео пола милиона заробљеника током турско-перзијске инвазије на Синд и Пенџаб у Индији. Зашто се Роми нису вратили у Индију, умјесто да одаберу путовање на запад у европске земље, то је енигма која се може односити на војну службу код муслимана. Миграција Рома у Сједињене Државе започела је у колонијално време малим групама у Вирџинији и француској Луизијани. Већа имиграција започела је након 1860. године, доласком ромских група из Велике Британије. Највећи број ромских имиграната дошао је почетком двадесетог века, углавном преко влашких група и Калдераша. Ове две групе се често не повезују једна са другом. Велики број Рома се такође населио у Средњој Америци.

## Ромски национализам
Први светски конгрес Рома одржан је 1971. године у Лондону. Делом је био финансиран од стране Светског савета цркава и Владе Индије. Конгресу су присуствовали представници из Индије и још 20 земаља. Тада је усвојена застава Рома која се састоји од плаве и зелене позадине, која представља небо и земљу. Такође садржи црвену „чакру“ са 16 кракова у центру. Овај последњи елемент представља путујућу традицију ромског народа и уједно је омаж застави Индије, који је застави додао научник Вир Рађендра Риши. На истом конгресу усвојена је и химна Рома, „Ђелем, ђелем”, што на српском језику значи „Идем, идем”.
Међународна заједница Рома званично је основана 1977. године, а 1990. године, на четвртом конгресу Рома, 8. април је проглашен Светским даном Рома, даном славе ромске културе и подизања свести о проблемима са којима се ромска заједница суочава.